# Suture
Suture és una pel·lícula de thriller estatunidenca de 1993 dirigida per Scott McGehee i David Siegel i protagonitzada per Dennis Haysbert i Mel Harris. Es va projectar a la secció Un Certain Regard al 47è Festival Internacional de Cinema de Canes de 1994.

## Argument
Després d'assassinar el seu pare, el ric Vincent Towers decideix fingir la seva pròpia mort. Planta un cotxe bomba en un intent de matar un germanastre gairebé idèntic, Clay Arlington, després de persuadir Arlington perquè canviï d'identitat amb ell.
Arlington sobreviu, però requereix reconstrucció facial i també ha perdut la major part de la memòria. El Dr. Renée Descartes hi és durant la seva recuperació. Towers ressorgeix i intenta una vegada més eliminar-lo, però es mata. Arlington pren la decisió de fer que la seva nova identitat sigui permanent.

## Repartiment
- Dennis Haysbert com a Clay Arlington
- Mel Harris com el Dr. Renée Descartes
- Sab Shimono com el Dr. Max Shinoda
- Dina Merrill com Alice Jameson
- Michael Harris com Vincent Towers
- David Graf com a tinent. Weismann
- Fran Ryan com a Sra. Lucerna
- John Ingle com Sidney Callahan
- Sanford Gibbons com el Dr. Fuller (com Sandy Gibbons)
- Mark DeMichele com el detectiu Joe
- Sandra Ellis Lafferty com a infermera Stevens (com a Sandra Lafferty)
- Capri Darling com a soprano
- Carol Kiernan com a agent d'entrades
- Laura Groppe com a esportista
- Mel Coleman com a esportista

## Producció
Scott McGehee i David Siegel treballaven junts des de 1989. Havien fet dos curtmetratges: "Birds Past" i "Speak Then Persephone" el 1989 i el 1990, respectivament. Després, van decidir fer un llargmetratge i "van intentar construir una història que generalment tractava sobre la identitat". McGehee ha dit que Suture va estar influenciada per pel·lícules japoneses de mitjans de la dècada de 1960 i pel·lícules de Hollywood com Perseguit per la mort. Concretament, es van inspirar en Tanín no Kao de Hiroshi Teshigahara i en Tokyo Bay' de Yoshitaro Nomura , que utilitzava cinematografia en blanc i negre de pantalla panoràmica. També volien donar a la pel·lícula una sensibilitat de principis dels anys 60 i estimaven les pel·lícules en blanc i negre de pantalla panoràmica d'aquell període: El missatger de la por i Seconds. Siegel va dir: "És un aspecte absolutament captivador que s'utilitza tan poques vegades avui, i és un aspecte d'un període que volíem evocar".
McGehee i Siegel van establir una societat limitada i van demanar diners en préstec per al pressupost d'un milió de dòlars de familiars i amics. Van decidir rodar Suture a Phoenix (Arizona) perquè McGehee sentia que era "quasi com una ciutat abandonada, és tan gran i sobreurbanitzada i els carrers estan tan morts que se sent buit". Els va agradar l'"estètica modernista i molt sobria" de la ciutat. Després de veure un primer tall aproximat de la pel·lícula, Steven Soderbergh es va fascinar amb ella i va ajudar a McGehee i Siegel a trobar finançament per a la finalització. durant la postproducció.

## Estrena
Suture es va estrenar al Festival de Cinema de Telluride de 1993 amb projeccions al Festival de Cinema de Sundance i al Festival Internacional de Cinema de Toronto. El 2016 es va completar una restauració de 4K i Arrow Video la va publicar en Blu-ray el juliol de 2016.

## Premis
- El 1994, Scott McGehee i David Siegel van guanyar el premi a la millor direcció al XXVII Festival Internacional de Cinema Fantàstic de Sitges[8]
- El 1994, Greg Gardiner va guanyar el Premi a l'Excel·lència en Cinematografia al Festival de Cinema de Sundance[9]